# Maria Bernadete Heemann
Maria Bernadete Heemann (Lajeado, 18 de novembro de 1950 - Lajeado, 7 de abril de 2014) foi uma modelo gaúcha que ficou em quarto lugar no Miss Brasil 1970. Ela se tornou Miss Brasil Internacional em 1971 porque o Miss Internacional 1970 foi realizado antes do concurso nacional. Foi uma das semifinalistas do Miss Internacional 1971.

## Falecimento
Maria Bernadete Heemann se casou com Mario Antonio Betti e ficou viúva do mesmo em 7 de Abril de 1988. Lutava contra um câncer no pâncreas e acabou falecendo devido às suas complicações no mesmo dia em que ficou viúva do seu marido, 7 de Abril de 2014. Curiosamente, ambos faziam aniversário no mesmo dia (18 de novembro), mas ele era cinco anos mais velho do que ela. Eles tiveram três filhos.